# Sentiero Dino Icardi
Il sentiero Dino Icardi al Chambeyron (o più brevemente, sentiero Dino Icardi) è un sentiero escursionistico ad anello che si sviluppa in alta Valle Maira, nel comune di Acceglio, in provincia di Cuneo, Italia.
È dedicato a Dino Icardi, alpinista della Valle Maira morto per una malattia nel febbraio del 1988.

## Descrizione
Il sentiero, si sviluppa su quelli che, all'epoca della sua creazione, erano itinerari poco battuti, che congiungono il Vallone dell'Infernetto al Vallonasso di Stroppia. Si tratta comunque di itinerari che si sovrappongono in parte a sentieri indicati e segnalati dalla Provincia di Cuneo, ed in particolare:
- Sentiero S18 da Chiappera al Col de Gippiera per Rifugio Stroppia ed il Bivacco Barenghi
- Sentiero T15 dalle Grange Ciarviera al Bivacco Barenghi per il Colle dell'Infernetto ed il Lago della Finestra

Il tracciamento e la sistemazione del sentiero furono effettuati nell'estate del 1988.
Il tracciato passa alle pendici del Monte Chambeyron, la cima più elevata della Valle Maira, del Monte Baueria e della Rocca Bianca, attraversando zone molto suggestive dell'alta Valle Maira. È identificato da un segnavia rettangolare giallo e blu dipinto sulle rocce. Ai diversi bivi si incontrano anche le moderne paline indicatrici metalliche, sulle quali il sentiero è indicato con la numerazione S23.
Nonostante qualche tratto attrezzato ed alcuni passaggi un po' esposti, il sentiero è comunque classificato come sentiero escursionistico.
Il percorso viene effettuato di norma in giornata. È possibile spezzarlo in due fermandosi a dormire al Bivacco Barenghi.
Nel tratto tra il Bivacco Barenghi ed il bivio per il colle Nubiera a quota 2600 m circa, il sentiero si sovrappone al tracciato del sentiero Roberto Cavallero.

## Percorso dettagliato

### Avvicinamento

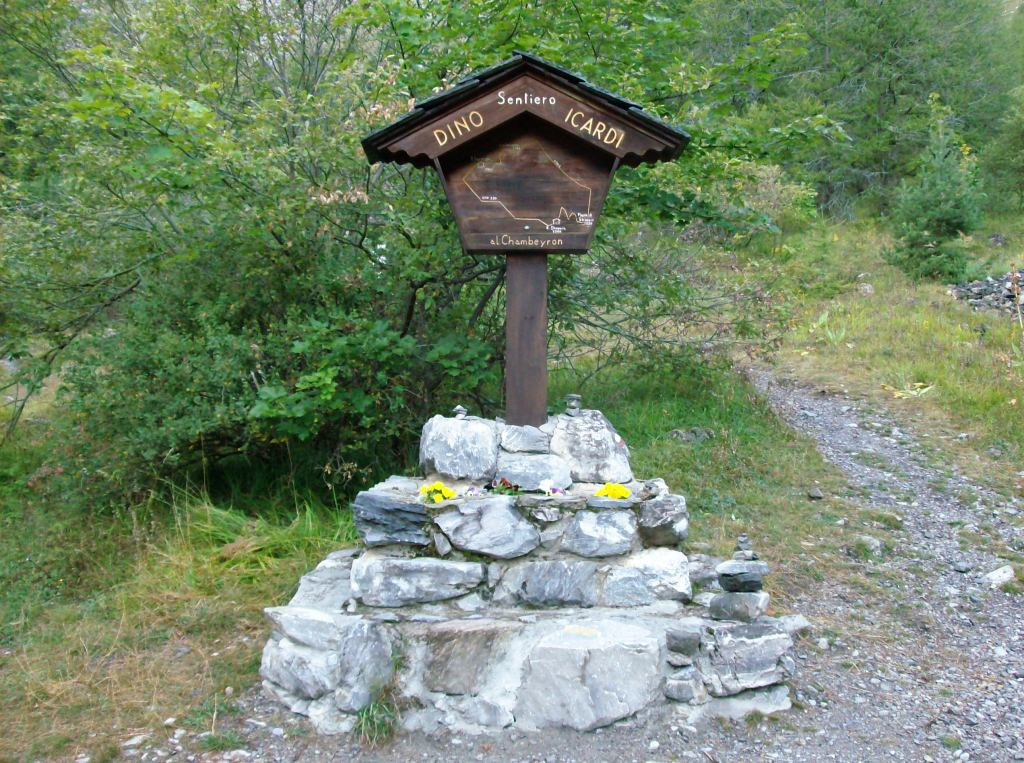
Il segnale che indica l'inizio del Sentiero Dino Icardi

La partenza del sentiero può essere raggiunta in automobile. Si segue la strada carrozzabile della Valle Maira fino all'abitato di Chiappera (comune di Acceglio); si prosegue, tenendosi a sinistra, fino al Rifugio Campo Base. Da qui si prosegue ancora sulla strada sterrata che continua verso Ovest. Al primo bivio si prende la diramazione di sinistra, in leggera salita, e la si segue per circa 1 km. Si supera un guado, ed in breve si arriva ad uno spiazzo, poco prima di un segnale di divieto di transito, in località Ponte delle Fie. Un apposito segnale indicatore indica l'inizio del sentiero.

### Descrizione del tracciato
NOTA: i tempi indicati sono cumulativi
Dal segnale di inizio sentiero (1686 m) si risale il pendio con numerosi tornanti per circa 30 minuti. Un traverso orizzontale riporta verso Est, attraversando le Cascate di Stroppia, poi si risale in diagonale verso Ovest, fino ad arrivare alla base di uno sperone roccioso in cui è scavato un aereo sentiero che lo risale (opera realizzata dal Battaglione Alpini Valcamonica nel 1939-40). Al vertice dello sperone, un esposto traverso orizzontale conduce al Rifugio Stroppia (2260 m; 1,30 h).
Si prosegue verso Est traversando un'altra volta le Cascate di Stroppia, poi si risale portandosi nel punto più basso del Vallonasso di Stroppia. Il sentiero lo risale sul fondovalle senza particolari difficoltà, fino a giungere alla sommità del vallone, ove su uno sperone sorge il Bivacco Barenghi (2815 m; 4h).
Svoltando a destra, il sentiero attraversa in quota sotto la Cima della Finestra e, tenendosi sempre suborizzontale sopra il Lago della Finestra, arriva al Colle dell'Infernetto (2783 m; 5 h).
Si scende verso il Lago dell'Infernetto per un ripido sentiero dal fondo abbastanza infido, che presente due tratti attrezzati con funi metalliche. Il sentiero sbocca in un canalone, che si discende senza grosse difficoltà fino al Lago dell'Infernetto. Volgendo a destra (Est) si discende per comodo sentiero il prativo Vallone dell'Infernetto, fino a raggiungere la strada sterrata che sale da Chiappera. Poco più a valle si prende a destra la vecchia strada sterrata, che in circa 1,5 km di comoda discesa riporta al punto di partenza (7 h).

### Varianti e raccordi
È possibile percorrere il sentiero in senso inverso, salendo dal Vallone dell'Infernetto e scendendo dal Rifugio Stroppia; in questo modo si evita la discesa dal Colle dell'Infernetto, considerata poco sicura da alcuni.
Seguendo questo percorso, è possibile salire con le auto fino alle Grange Collet e partire da lì. In discesa, a metà strada tra il Rifugio Stroppia ed il punto di partenza ufficiale del sentiero, si trova una deviazione che, con un traverso verso Ovest, riporta allo sbocco superiore della vecchia strada sterrata senza dover discendere fino a quota 1686 m.
Volendo o dovendo accorciare il percorso, è possibile collegare direttamente il fondo del Vallonasso di Stroppia con il Colle dell'Infernetto mediante il sentiero S19, accorciando il percorso di circa 1-1.30 h.